# Yanacancha (distrito de Pasco)
Yanacancha é um distrito do Peru, departamento de Pasco, localizada na província de Oxapampa.

## Transporte
O distrito de Yanacancha é servido pela seguinte rodovia:
- PE-3N, que liga o distrito de La Oroya (Região de Junín) à Puerto Vado Grande (Fronteira Equador-Peru) no distrito de Ayabaca (Região de Piura)
- PA-105, que liga o distrito à cidade de Ninacaca [2][3][4]